# El mur de Pink Floyd
El mur de Pink Floyd (títol original Pink Floyd The Wall) és una pel·lícula britànica de l'any 1982 dirigida pel director britànic Alan Parker basada en l'àlbum de Pink Floyd The Wall. El guió va ser escrit pel vocalista i baixista de Pink Floyd, Roger Waters. La pel·lícula és molt metafòrica i rica en simbolisme i so. Hi ha pocs diàlegs i la conducció principalment va a càrrec de la música de Pink Floyd. Ha estat doblada al català.
La pel·lícula conté 15 minuts d'elaborades seqüències d'animació creades per l'il·lustrador Gerald Scarfe, en les que part d'elles s'hi descriu un malson basat en els bombardejos alemanys sobre Anglaterra durant la Segona Guerra Mundial. També hi apareixen referències a l'esposa del protagonista i a la seva vida en general.

## Argument
Sentint la seva personalitat defallir, Pink, una star del rock, es fabrica un mur protector darrere del qual creu en principi trobar refugi. Però aquest mur acaba per asfixiar-lo i l'empeny, sol i desgraciat, fins a les portes de la bogeria. Passa llavors revista els elements importants de la seva vida; la mort del seu pare a la guerra, la seva mare massa protectora i castrant, les novatades de professors, a continuació el fracàs del seu matrimoni i la caiguda en la droga, tants totxos en el mur (Another Brick in the Wall), o elements que n'han omplert els intersticis (Empty Spaces). Aquest examen de consciència el porta fins al seu autoprocès (The Trial).

## Repartiment
- Bob Geldof: Pink
  - Kevin McKeon: Pink (adolescent)
  - David Bingham: Pink (petit)

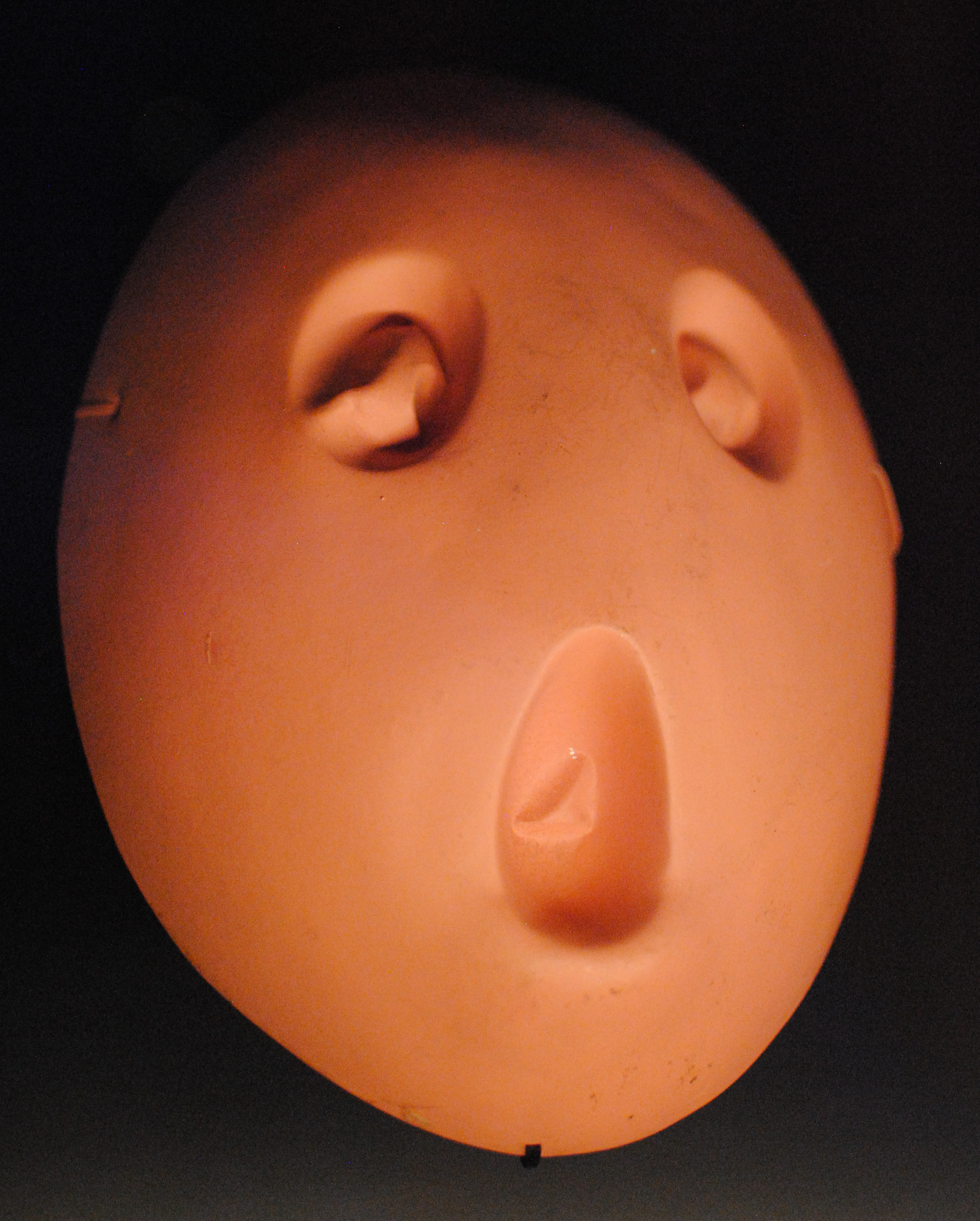
Una de les màscares dels estudiants a les escenes de classe, exposada a Pink Floyd: Their Mortal Remains

- Christine Hargreaves: mare d'en Pink
- Eleanor David: esposa d'en Pink
- Alex McAvoy: professor
- Bob Hoskins: mànager de rock-and-roll
- Michael Ensign: Director de l'hotel
- James Laurenson: J.A. Pinkerton (pare d'en Pink)
- Jenny Wright: grupi americà
- Margery Mason: dona del professor
- Ellis Dale: metge anglès
- James Hazeldine: amant
- Ray Mort: capellà
- Robert Bridges: metge americà
- Joanne Whalley, Nell Campbell, Emma Longfellow i Lorna Barton: grupis

## Premis i nominacions

### Premis
- 1983. BAFTA a la millor cançó original per Roger Waters amb "Another Brick in the Wall"
- 1983. BAFTA al millor so per James Guthrie, Eddy Joseph, Clive Winter, Graham V. Hartstone i Nicolas Le Messurier